# 比利尼
比利尼（法語：Bulligny，法語發音：[byliɲi]）是法国默尔特-摩泽尔省的一个市镇，属于图勒区。

## 地理
比利尼（48°34'37"N, 5°51'1"E）面积10.49 平方千米，位于法国大東部大區默尔特-摩泽尔省，该省份为法国东北部内陆省份，是洛林的一部分，北邻比利时、卢森堡，北起顺时针与摩泽尔省、下莱茵省、孚日省和默兹省接壤。
与比利尼接壤的市镇（或旧市镇、城区）包括：布莱诺莱图勒、阿朗、巴涅、巴里塞拉科特、克雷济耶。

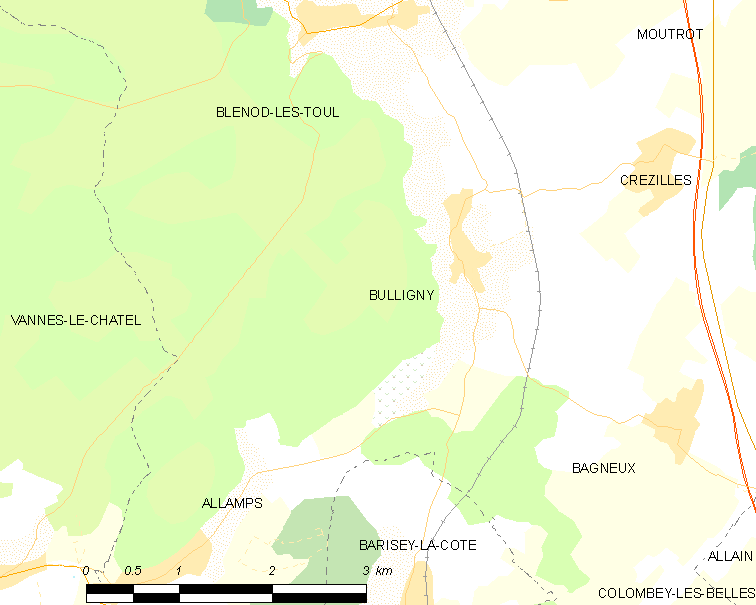
比利尼的OSM定位图

比利尼的时区为UTC+01:00、UTC+02:00（夏令时）。

## 行政
比利尼的邮政编码为54113，INSEE市镇编码为54105。

## 政治
比利尼所属的省级选区为梅讷欧桑图瓦县。

## 人口

1962-2008年间比利尼人口变化图示

比利尼于2022年1月1日时的人口数量为534人。